# Bittacus pobeguini
Bittacus pobeguini är en näbbsländeart som först beskrevs av Navás 1908.  Bittacus pobeguini ingår i släktet Bittacus och familjen styltsländor. Inga underarter finns listade i Catalogue of Life.